# Rosenthal am Rennsteig
Rosenthal am Rennsteig ist eine zum 1. Januar 2019 entstandene Gemeinde im Saale-Orla-Kreis im deutschen Bundesland Thüringen. Im Gemeindegebiet leben 3921 Einwohner (Stand: 31. Dezember 2021).

## Geographie

### Gemeindegliederung

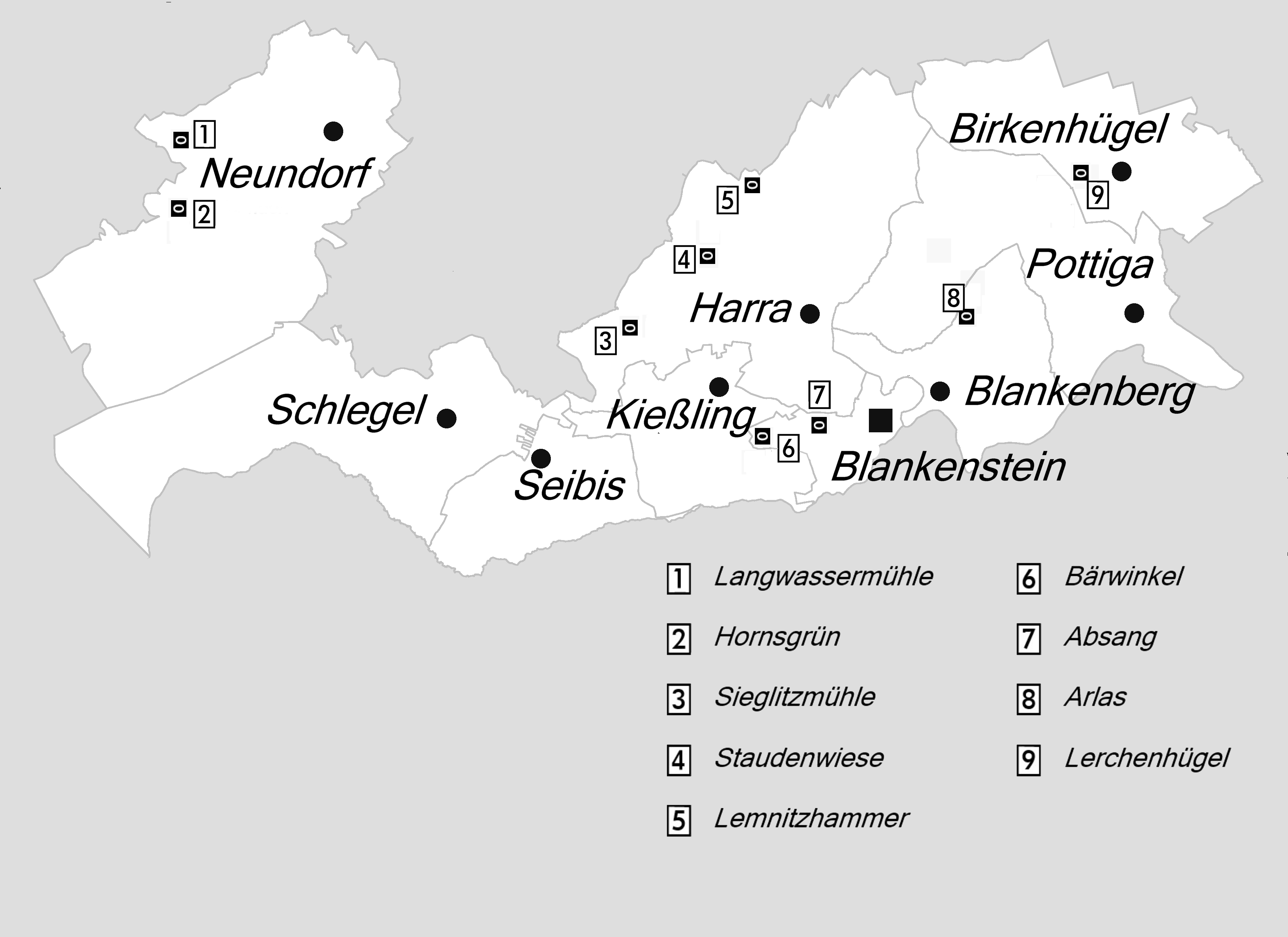
Gemeindegliederung

Die Gemeinde besteht aus den Ortsteilen Arlas, Birkenhügel, Blankenberg, Blankenstein, Harra, Kießling, Lemnitzhammer, Neundorf, Pottiga, Schlegel und Seibis.

### Nachbargemeinden
Nachbargemeinden sind, von Westen beginnend im Uhrzeigersinn: Wurzbach, Bad Lobenstein, Gefell und Hirschberg im Saale-Orla-Kreis sowie Berg, Issigau, Lichtenberg und Bad Steben im oberfränkischen Landkreis Hof.
Das nächstgelegene Oberzentrum ist Hof (Saale).

## Geschichte
Im Rahmen der freiwilligen Zusammenschlüsse der Gebietsreform 2019 verständigten sich die sieben Mitgliedsgemeinden der Verwaltungsgemeinschaft Saale-Rennsteig auf eine Fusion zum 1. Januar 2019. Die Fusion wurde am 13. Dezember 2018 vom Landtag beschlossen und trat zum 1. Januar 2019 in Kraft. In der neu benannten Gemeinde befinden sich die Zellstoff- und Papierfabrik Rosenthal und der östliche Endpunkt des Rennsteigs.

## Politik

### Gemeinderat
| Parteien und Wählergemeinschaften | Parteien und Wählergemeinschaften                                | Prozent 2024 | Sitze 2024 | Prozent 2019 | Sitze 2019 |
| --------------------------------- | ---------------------------------------------------------------- | ------------ | ---------- | ------------ | ---------- |
| CDU/Bürger für Rosenthal          | Christlich Demokratische Union Deutschlands/Bürger für Rosenthal | 36,3         | 6          | 35,6         | 6          |
| FW Rosenthal                      | Freie Wähler Rosenthal                                           | 32,2         | 5          | 39,8         | 6          |
| AfD                               | Alternative für Deutschland                                      | 21,2         | 3          | –            | –          |
| Linke                             | Die Linke                                                        | 10,3         | 2          | 11,6         | 2          |
| AfD-BI Rosenthal                  | Alternative für Deutschland-Bürgerinitiative Rosenthal           | –            | –          | 13,0         | 2          |
| Gesamt                            | Gesamt                                                           | 100          | 16         | 100          | 16         |
| Wahlbeteiligung                   | Wahlbeteiligung                                                  | 64,1 %       | 64,1 %     | 69,9 %       | 69,9 %     |

### Bürgermeister
Bei der zweiten Bürgermeisterwahl der Gemeinde Rosenthal am Rennsteig am 25. September 2022 wurde Alex Neumüller (CDU/Bürger) direkt im ersten Wahlgang mit 60,1 % (1.148 Stimmen) der Wählerstimmen zum hauptamtlichen Bürgermeister gewählt. Patrick Brandt (Freie Wähler Rosenthal) erhielt 39,9 % (762 Stimmen) der Wählerstimmen bei einer Wahlbeteiligung von 56,8 %.
Bei der ersten Bürgermeisterwahl der neuentstandenen Gemeinde im Jahr 2019 setzte sich Peter Keller von den Freien Wählern Rosenthal gegen seinen Mitbewerber Alex Neumüller durch. Keller verstarb im April 2022 im Alter von 66 Jahren, woraufhin Neumüller bis zur Neuwahl am 25. September 2022 bereits kommissarisch die Amtsgeschäfte fortführte.

## Verkehr

### Bahnverkehr

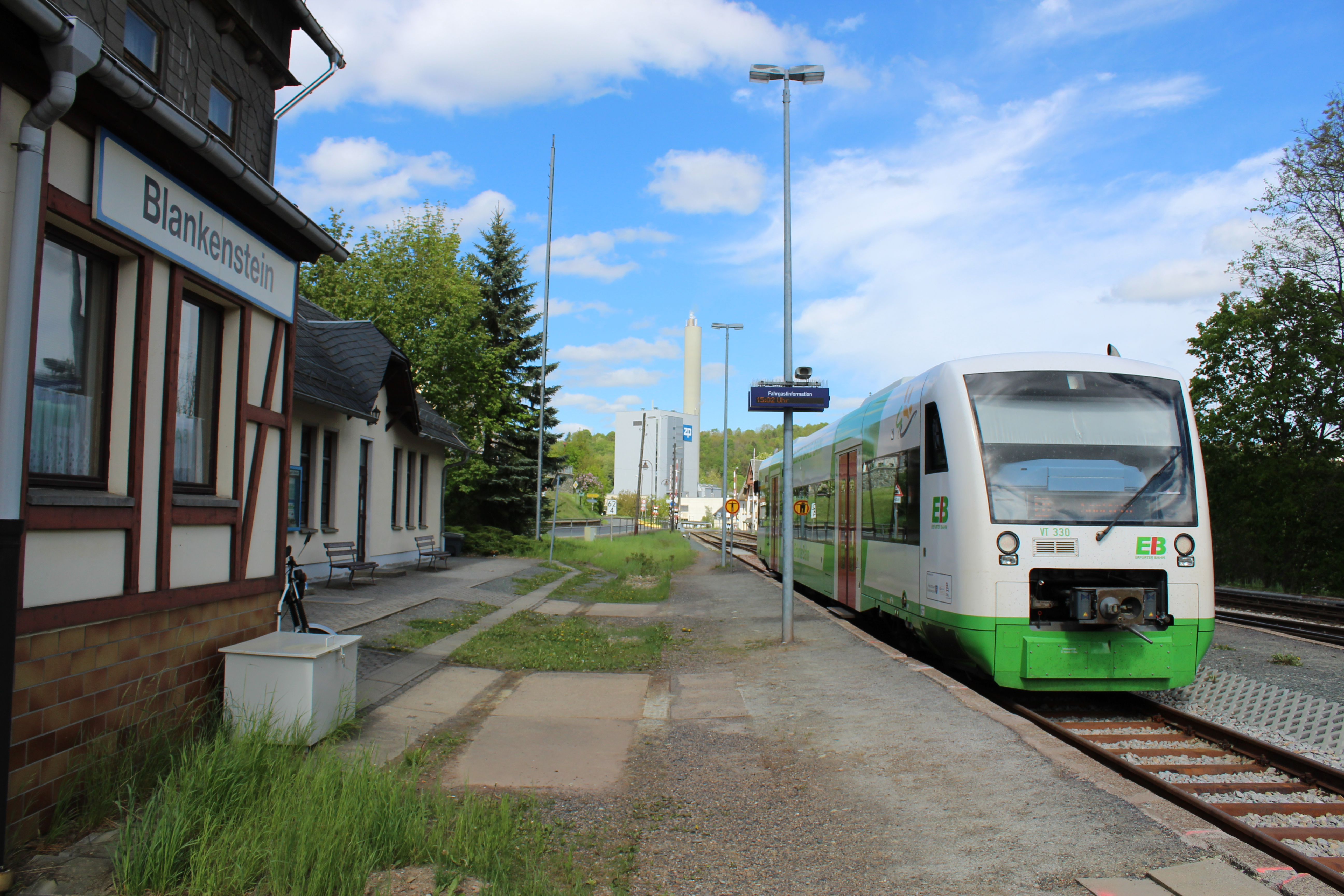
Bahnhof im Ortsteil Blankenstein

Durch die Gemeinde verläuft die Eisenbahnstrecke Unterlemnitz–Blankenstein (Teil der Bahnstrecke Triptis–Marxgrün) mit den Haltepunkten Harra und Harra Nord sowie dem Bahnhof Blankenstein. Für den Personenverkehr wird die Strecke zweistündlich (Stand: 2019) von Erfurter-Bahn-Zügen von Saalfeld nach Blankenstein bedient.

### Straßenverkehr
Die Bundesautobahn 9 führt östlich an Rosenthal am Rennsteig vorbei.

## Persönlichkeiten
- Richard Schöberlein (1883–1945), deutscher Politiker (USPD)
- Frank Teich (1856–1939), Bildhauer, Steinmetz, Geschäftsmann, „Vater der texanischen Granit Industrie“[8]